# Sabadelle (Chantada)
Sabadelle (llamada oficialmente Santa María de Sabadelle) es una parroquia española del municipio de Chantada, en la provincia de Lugo, Galicia.

## Organización territorial
La parroquia está formada por diez entidades de población, constando siete de ellas en el nomenclátor del Instituto Nacional de Estadística español:
- A Eirexe
- A Senra
- Carballedo
- Cardabós (Cardavós)
- Carral Travesa
- Castiñeira (A Castiñeira)
- Fondo de Vila
- Santa Rosa (A Santa Rosa)
- Sudrio
- Vilameá

## Demografía
| Gráfica de evolución demográfica de Sabadelle entre 2000 y 2019 |
|                                                                 |
| Datos según el nomenclátor publicado por el INE.                |